# Настоящие канюки

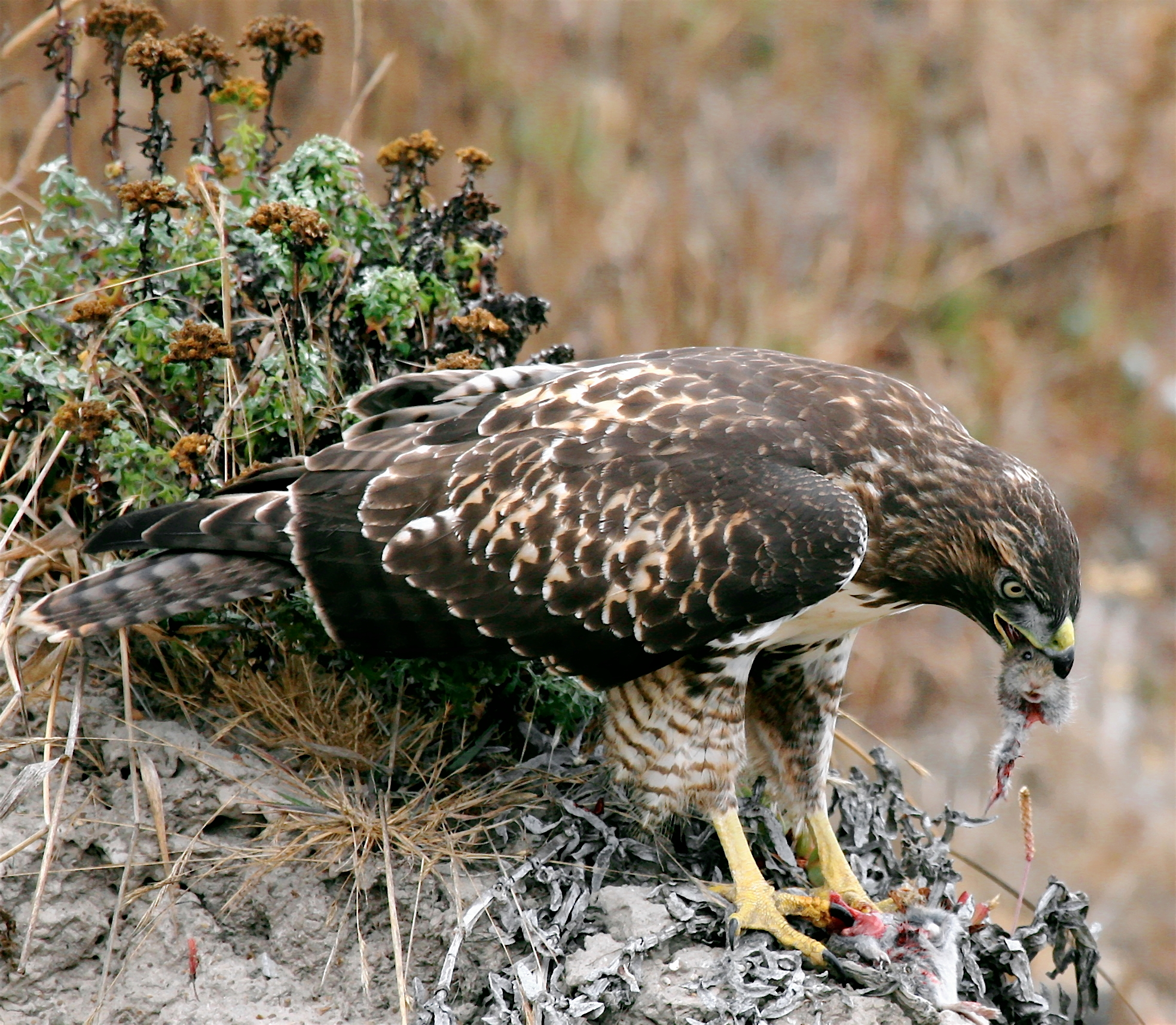
Краснохвостый сарыч (Buteo jamaicensis) пожирает полёвку

Настоя́щие канюки́, или сарычи́ (лат. Buteo) — род хищных птиц семейства ястребиных. Отличаются средним размером, сильным телом и широкими крыльями. Широко распространены в обоих полушариях.

## Этимология
Слова «сарыч» и «канюк», по-видимому, и в народном языке синонимы. Этимология первого не ясна. Быть может, она связывается с тюркским «Сары» — жёлтый — из-за окраски птицы. С другой стороны, у этой птицы на польском языке название «сарнь», так что слово «сарыч» имеет, быть может, славянское происхождение.
В старославянском языке название «канюк» (у старых авторов иногда неправильно «конюх», у Даля «канюга») существовало в варианте «kanja». Предлагаемая словарями этимология этого названия чаще всего связывается с характерным жалобным криком птиц (канючить — жалобно клянчить, донимать просьбами). Семантически близкое название, отражающее жалобный крик, имеет птица и в ряде других языков, так, в германских языках она называется buzzard или bussard от старонемецкого Bus-aro, что значит «мяукающий орёл».
Возможно, слово «канюк» исходно звучало как «канук» и было связано со старославянским «канути» в значении «падать». Падение на свою жертву — характерная черта поведения канюков во время охоты.

## Описание

### Внешний вид

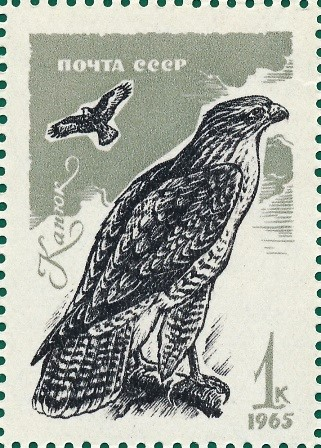
Почтовая марка СССР. 1965 г. Хищные птицы. Канюк.

Канюки — это хищные птицы средних размеров. Длина тела 40—60 см, масса от 400 г до 1 кг, реже больше. Самки немного крупнее самцов. Голова короткая и широкая, округлой формы. Крылья длинные и широкие, их размах — от одного метра до полутора. Снизу на сгибе крыла есть тёмное пятно, что отличает канюков от змееядов и ястребиных канюков. Хвост широкий, относительно короткий и слегка закруглённый. Окраска весьма разнообразна. У большинства в окраске доминируют рыжие и бурые тона, у молодых особей — рыжевато-коричневые.
Полёт неторопливый, с плавными взмахами крыльев, часто парящий. Концы крыла имеют характерную для парителей «пальчатую» форму. При скользящем полёте (планировании) кистевой отдел подают назад и немного опускают.

### Голос
Заунывное протяжное взвизгивание.

## Питание
Основная добыча — это грызуны. Также канюки охотятся на мелких птиц, насекомых, лягушек и змей. Иногда убивают даже ядовитых змей, закрываясь жёсткими маховыми перьями от укусов, как щитом, и нанося удары когтями. Жертву высматривают, паря в воздухе или сидя на дереве или столбе.

## Размножение
Гнездятся на деревьях, реже на земле. В кладке 2—6 белых с рыжеватыми крапинками яиц.

## Распространение
Все континенты кроме Антарктиды и Австралии. Некоторые виды широко распространены и присутствуют на нескольких континентах, у других же — ограниченный ареал. Виды, обитающие в северных широтах, совершают сезонные миграции, тропические виды — оседлы. Живут главным образом в лесах, но есть виды предпочитающие открытые пространства.

## Классификация
В состав рода включают 28 видов:
- Buteo albigula
- Buteo albonotatus — Болотный канюк
- Buteo augur — Канюк-авгур (включая подвид Buteo archeri)
- Buteo auguralis — Африканский краснохвостый канюк
- Buteo brachypterus — Мадагаскарский короткокрылый сарыч
- Buteo brachyurus — Короткохвостый канюк
- Buteo buteo — Обыкновенный канюк, или сарыч
- Buteo bannermani
- Buteo galapagoensis — Галапагосский канюк
- Buteo hemilasius — Мохноногий курганник
- Buteo jamaicensis — Краснохвостый сарыч
- Buteo japonicus — Восточный канюк
- Buteo lagopus — Мохноногий канюк
- Buteo lineatus — Красноплечий канюк
- Buteo nitidus — Сизый канюк
- Buteo oreophilus — Африканский горный канюк
- Buteo plagiatus
- Buteo platypterus — Ширококрылый канюк, [syn.  Buteola platyptera]
- Buteo refectus
- Buteo regalis — Королевский канюк
- Buteo ridgwayi — Гаитийский канюк
- Buteo rufinus — Курганник
- Buteo rufofuscus — Скальный канюк
- Buteo socotraensis
- Buteo solitarius — Канюк-отшельник
- Buteo swainsoni — Свенсонов канюк
- Buteo trizonatus
- Buteo ventralis — Магелланов канюк

В некоторых источниках виды белохвостый канюк, белопоясничный канюк, красноспинный канюк могут быть включены в состав рода орлиных канюков.
Вид дорожный канюк выделяется в монотипический род Rupornis.
Виды Buteo burmanicus, Buteo bannermani, японский канюк (Buteo japonicus), Buteo socotraensis и Buteo trizonotus ранее считались подвидами обыкновенного канюка, а горно-степной канюк — подвидом красноспинного канюка. Также в некоторых источниках вид Buteo refectus выделен из вида обыкновенный канюк в отдельный.
Кроме того, известен ряд ископаемых видов на территории Северной Америки, среди которых:
- Buteo fluviaticus (Средний олигоцен)
- Buteo grangeri (Средний олигоцен)
- Buteo antecursor (Поздний олигоцен)
- Buteo ales (Ранний миоцен) — бывш. Geranospiza
- Buteo typhoius (Поздний миоцен)
- Buteo contortus (Поздний миоцен) — бывш. Geranoaetus
- Buteo conterminus (Поздний миоцен/Ранний плиоцен) — бывш. Geranoaetus